# František Šimůnek (lyžař)
František Šimůnek (2. prosince 1910 Zlatá Olešnice – 17. července 1989 Zruč nad Sázavou) byl československý všestranný lyžař.

## Sportovní kariéra
Na III. ZOH v Lake Placid 1932 skončil ve skocích na lyžích na 23. místě a v severské kombinaci na 8. místě. Na IV. ZOH v Garmisch-Partnkirchenu 1936 skončil v severské kombinaci na 5. místě, v v běhu na lyžích na 18 km na 11. místě a ve štafetě ma 4x10 kilometrů na 5. místě. Na V. ZOH ve Svatém Mořici 1948 skončil v severské kombinaci na 36. místě a v v běhu na lyžích na 18 km na 72. místě.
Na Mistrovství světa v klasickém lyžování 1931 v Oberhofu skončil v běhu na 18 km na 21. místě, v severské kombinaci na 19. místě a ve skoku na 51. místě. Na Mistrovství světa v klasickém lyžování 1933 v Innsbrucku získal stříbrnou medaili ve štafetě na 4x10 km, v běhu na 18 kilometrů skončil na 10. místě. Na Mistrovství světa v klasickém lyžování 1935 ve Vysokých Tatrách skončil ve skoku na 31. místě. Na Mistrovství světa v klasickém lyžování 1937 v Chamonix skončil ve štafetě na 5. místě. Na Mistrovství světa v klasickém lyžování 1938 v Lahti skončil v běhu na 18 km na 111. místě, v severské kombinaci na 28. místě a startoval i ve skocích na lyžích.